# Squadra singaporiana di Coppa Davis
La squadra singaporiana di Coppa Davis rappresenta Singapore nella Coppa Davis, ed è posta sotto l'egida della Singapore Tennis Association.
La squadra ha esordito nel 1984 e il suo miglior risultato è il raggiungimento del Gruppo II della zona Asia/Oceania.

## Organico 2012
Aggiornato agli incontri del Gruppo IV della zona Asia/Oceania (16-21 aprile 2012). Fra parentesi il ranking del giocatore nel momento della disputa degli incontri.
- Roy Hobbs (ATP #1635)
- Hao Yuan Ng (ATP #)
- Rohan Kamdar (ATP #)
- Kai Yi Lee (ATP #)